# Acquanetta
Acquanetta, pseudonimo di Mildred Davenport, soprannominata The Venezuelan Volcano (Newberry, 17 luglio 1921 – Ahwatukee, 16 agosto 2004), è stata un'attrice statunitense.

## Filmografia parziale
- Le mille e una notte (Arabian Nights), regia di John Rawlins (1942) - non accreditata
- Rhythm of the Islands, regia di Roy William Neill (1943)
- Captive Wild Woman, regia di Edward Dmytryk (1943)
- La donna della giungla (Jungle Woman), regia di Reginald Le Borg (1944)
- Dead Man's Eyes, regia di Reginald Le Borg (1944)
- Tarzan e la donna leopardo (Tarzan and the Leopard Woman), regia di Kurt Neumann (1946)
- La spada di Montecristo (The Sword of Monte Cristo), regia di Maurice Geraghty (1951)
- Il continente scomparso (Lost Continent), regia di Sam Newfield (1951)
- Callaway Went Thataway, regia di Melvin Frank e Norman Panama (1951) - non accreditata
- Femmina contesa (Take the High Ground!), regia di Richard Brooks (1953) - non accreditata